# Hans Putz junior
Hans Putz junior (eigentlich Alberto Johannes Putz; * 12. November 1961; † 19. Juni 1979) war ein deutscher Schauspieler.
Hans Putz Jr. war ein Jungschauspieler und Sohn des deutsch-österreichischen Schauspielers Hans Putz. Breite Aufmerksamkeit erfuhr er zunächst durch seine Rolle als „Martin Thaler“ in dem 1973 veröffentlichten Film Das fliegende Klassenzimmer nach Erich Kästners gleichnamigem Roman, mit Joachim Fuchsberger und Heinz Reincke in den Hauptrollen, und später durch sein Mitwirken im Mehrteiler Theodor Chindler, der wenige Monate vor seinem Tod gedreht wurde. 
Hans Putz Jr. starb im Alter von 17 Jahren durch Suizid.

## Filmografie
- 1970: Der Fall von nebenan, Fernsehserie (Wochenende mit Hannelore, als Heinz, Regie: Gerd Oelschlegel)
- 1970: Meine Frau erfährt kein Wort (als Ricky, Regie: Franz Josef Wild)
- 1973: Das fliegende Klassenzimmer (als Martin Thaler, Regie: Werner Jacobs)
- 1977: Die Konsequenz (als Enrico, Regie: Wolfgang Petersen)
- 1979: Berlin Mitte (Fernsehfilm, als Carlo, Regie: Peter Beauvais)
- 1979: Theodor Chindler, achtteilige Fernsehserie (vier Folgen, als Leopold Chindler, Regie: Hans W. Geißendörfer)